# 卡歇爾斯·克雷
約書亞·卡皮（英語：Joshua Karpeh，1993年1月30日—），以藝名卡歇爾斯·克雷（英語：Cautious Clay）知名，是一名美國歌手、詞曲作家及音樂製作人，曾經有與美國創作歌手泰勒絲合作。